# Frederic II d'Habsburg
Frederic II d'Habsburg (1327 - 1344) fou un duc d'Àustria, Estíria i Caríntia i marcgravi de Carniola, conjuntament amb el seu germà Leopold II d'Habsburg i el seu oncle Albert II d'Habsburg, si bé aquest darrer administrava Àustria i Estíria mentre que Frederic i Leopold estaven destinats a administrar Caríntia i Carniola. Junt al seu germà van succeir al seu pare Otó I l'Alegre, duc conjunt amb Albert II i administrador de Caríntia i Carniola, quan va morir el 1339, i sent menors d'edat van quedar sota tutela del seu oncle. Leopold II va morir el 10 d'agost de 1344 amb 16 anys, i Frederic II el va seguir morint a Neuberg an der Mürz l'11 de desembre de 1344 quan tenia 17 anys, acabant amb ell aquesta branca de la família.